# Peppermint Grove
Peppermint Grove è un sobborgo situato nell'area metropolitana di Perth, in Australia Occidentale; esso si trova a sud-ovest del centro cittadino ed è la sede della Contea di Peppermint Grove. Al censimento del 2006 contava 1.580 abitanti.